# Taxi Brooklyn
Pour les articles homonymes, voir Taxi (homonymie).
Taxi Brooklyn est une série télévisée française, mêlant la comédie et l'action, inspirée par la série de films Taxi, créée par Gary Scott Thompson et produite par TF1. Elle est diffusée en Belgique à partir du 21 mars 2014 sur La Deux, et en France sur TF1, à partir du 14 avril 2014, puis sur Numéro 23 à partir du 22 août 2018.
Elle est diffusée aux États-Unis du 25 juin au 10 septembre 2014 sur le réseau NBC.

## Synopsis
À New York, dans le quartier de Brooklyn, Caitlin, une détective du NYPD, s’associe avec Léo, un chauffeur de taxi venant de Marseille, qui devient alors son consultant.

## Fiche technique
- Titre original : Taxi Brooklyn
- Réalisateurs : Frédéric Berthe, Gérard Krawczyk, David Morley, Alain Tasma, Olivier Megaton
- Scénaristes : Avrum Jacobson, Robert Nathan, Franck Ollivier, Richard Sweren, Gary Scott Thompson, Stephen Tolkin
- Showrunner : Gary Scott Thompson
- Direction artistique : Natasha Hatch, Charles E. McCarry et Rumiko Ishii
- Décors : Sébastien Inizan, Sharon Lomofsky
- Costumes : Sharon Globerson et Stephanie Maslansky
- Photographie : Danny Elsen et Jon Delgado
- Son :
- Montage : Stratos Gabrielidis, Patrick Zouzout et Emmanuel Douce
- Musique : Nathaniel Mechaly
- Production: TF1, Europacorp Télévision et Olivier Megaton
- Production délégué: Edouard de Vestienne et Thomas Anargyros
- Société de production : EuropaCorp Télévision
- Société de distribution :
- Pays d'origine :  France
- Langue originale : français et anglais
- Format : 16:9 - HDTV
- Genre : action, comédie
- Durée par épisode : 52 minutes
- Classification : Tout public

## Distribution

### Acteurs principaux
- Chyler Leigh (VF : Véronique Desmadryl) : Détective Caitlin « Cat » Sullivan
- Jacky Ido (VF : lui-même) : Léo Romba
- James Colby (VF : Stefan Godin) : Capitaine John Baker
- José Zúñiga (VF : Pierre Laurent) : Eddie Esposito
- Raul Casso (VF : Jean-François Gérard) : Ronnie
- Bill Heck (VF : Olivier Chauvel) : l'agent spécial Gregg James

### Acteurs récurrents
- Jennifer Esposito (VF : Géraldine Asselin) : Monica Pena
- Ally Walker (VF : Martine Irzenski) : Frankie Sullivan, la mère de Caitlin

### Acteurs secondaires
- Edward Cordiano (VF : Glen Hervé) : Ryan Sanders
- John Cramer (VF : Éric Marchal) : Kevin
- Mara David (VF : Julia Boutteville) : May Winters
- Sibylla Deen (VF : Olivia Nicosia) : Tamina Byarshan (épisode 8)
- Adam C. Edwards (VF : Jean-Marc Charrier) : Terry Banks
- Gabriel Furman (VF : Serge Faliu) : Vasily Kell
- Tyler Hollinger (VF : Rémi Caillebot) : Russ
- Briana Marin (VF : Alice Taurand) : Desi Silva
- Carly Brooke Pearlstein (VF : Victoria Grosbois) : Debra Salvo
- Joe Reegan (VF : Benoît Du Pac) : Robert Cochrane
- Anthony Reimer (VF : Jean-François Aupied) : Bobby DelVeccio
- Valence Thomas (VF : Namakan Koné) : l'inspecteur Sam Collins
- Lexie Tompkins (VF : Claire Baradat) : Angie
- John Bianco (VF : Jean-Philippe Desrousseaux) : Luke Capella (3 épisodes)
- Justine Cotsonas (en) (VF : Elsa Davoine) : Anabella Capella (épisodes 3 et 12)
- Patrick Timsit (VF : lui-même) : David (épisode 8)
- Michaël Youn (VF : lui-même) : un client refusé (épisode 9)
- Caterina Murino (VF : elle-même) : Giada Giannini (4 épisodes)
- Carl Ducena : l'officier Carl

- Version française
  - Société de doublage : Dubbing Brothers[4],[5]
  - Direction artistique : Thierry Wermuth[4],[5]
  - Adaptation des dialogues : Jonathan Amram[4],[5]

 Source et légende : version française (VF) sur RS Doublage et AlloDoublage

## Production

### Tournage
Le tournage de la première saison a débuté le 29 juillet 2013.
Le 27 février 2015, NBC annonce que la série a été annulée et qu'il n'y aurait pas de saison 2, malgré des audiences décentes sur TF1. 

## Épisodes
L'unique saison comporte douze épisodes de 50 minutes.
1. Le Prix de la course (Pilot)
2. L’Héritage (Brooklyn Heights)
3. Cherchez les femmes (Cherchez les femmes)
4. Esprit de famille (Precious Cargo)
5. Témoin gênant (Ambush)
6. Mourir d'aimer (Love Hurts)
7. La Belle et le gigolo (Black Widow)
8. Brooklyn chrono (Deadline Brooklyn)
9. Ménage trouble (Double Identity)
10. La Nuit la plus longue (The Longest Night)
11. Le Match de leur vie (Frenchmen Can't Jump)
12. Dernière course (Revenge)

## Commentaire
L'actrice Jennifer Esposito a joué dans le remake américain du film Taxi, New York Taxi : elle a incarné le Lieutenant Martha Robbins.

## Diffusion
- Belgique : du 21 mars 2014 au 11 avril 2014 sur La Deux
- France : du 14 avril 2014 au 12 mai 2014 sur TF1
- Portugal[8]
- Russie[8]
- Japon[8]
- États-Unis : à partir du 25 juin 2014[3] sur NBC
- Allemagne : jusqu'au 23 janvier 2015 sur RTL Crime

## Réception critique
Taxi Brooklyn a reçu des critiques mitigées aux Etats-Unis avec un score de 51/100 sur le site Metacritic et 38% d'avis favorables sur le site Rotten Tomatoes.
La série reçoit également un accueil mitigé en France, sur le site Allociné, sur la base de 369 commentaires, la série reçoit une note moyenne de 2,9 sur 5. 
Cette réception mitigée a influé sur les audiences de la série, peu satisfaisantes aux Etats-Unis, qui n'ont pas motivé NBC à produire une seconde saison, laissant la série avec une seule saison de 12 épisodes. 

## DVD
La saison 1 est sortie le 4 juin 2014 en DVD et Blu-ray[réf. souhaitée].